# Wrightia novobritannica
Wrightia novobritannica là một loài thực vật có hoa trong họ La bố ma. Loài này được (Ngan) D.J.Middleton mô tả khoa học đầu tiên năm 2005.